# Jan Ledóchowski
Jan Graf Ledóchowski (* 23. Juni 1791 in Warschau; † 10. September 1864 in Paris) war Abgeordneter im Senat von Kongresspolen, Politiker, Emigrant sowie Offizier in der Armee des Herzogtums Warschau, Mitglied der Ehrenlegion und Träger des Ordens Virtuti Militari. Er entstammte der polnisch-österreichischen Grafenfamilie Ledóchowski.

## Leben

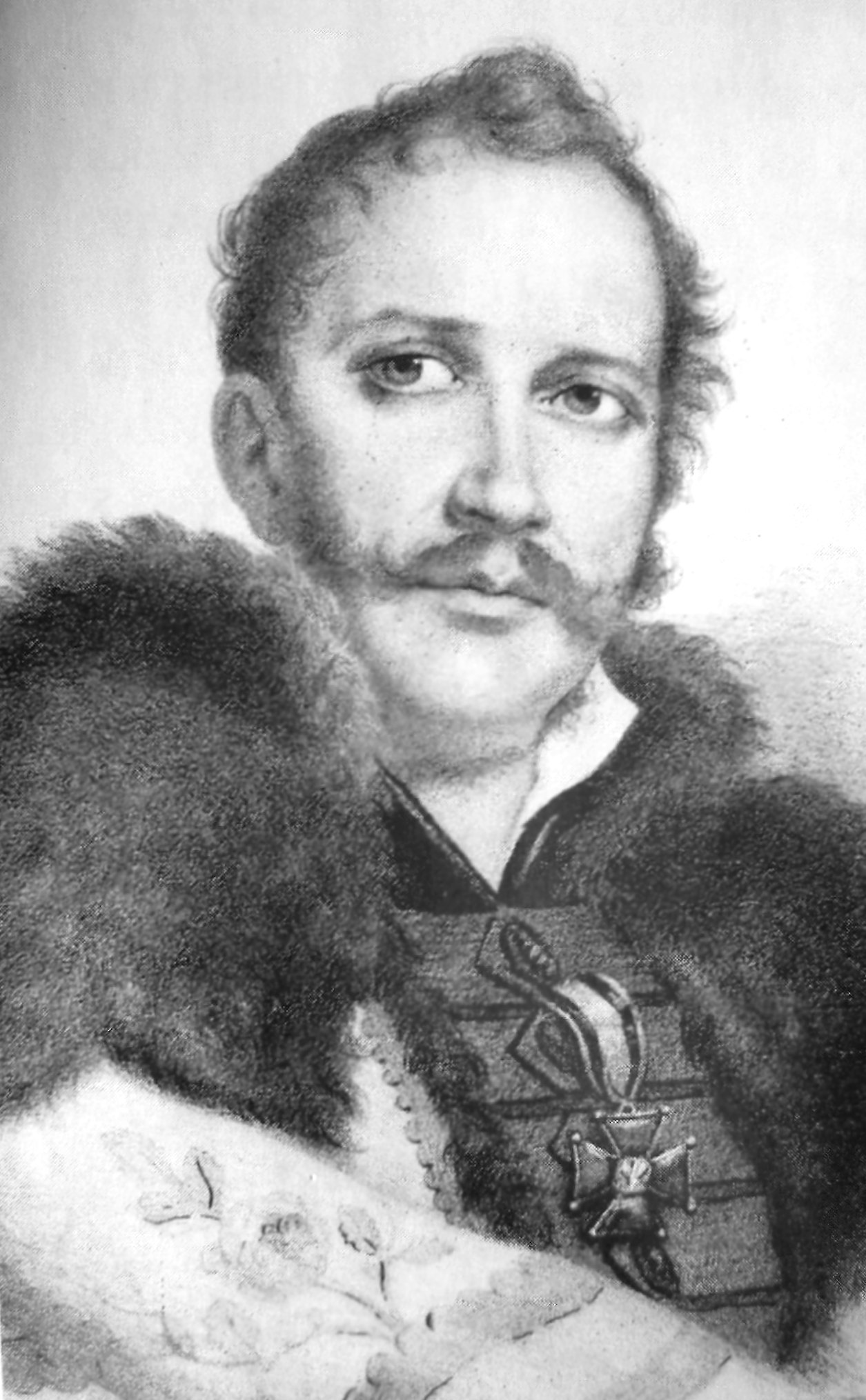
Jan Ledóchowski

Nach dem Studium auf der Militär-Akademie in Wien 1808 trat er als Leutnant in das Militär des Herzogtums Warschau ein. Nach der Schlacht bei Raszyn wurde er zum Hauptmann befördert und wurde zum Adjutanten des Fürsten Józef Poniatowski ernannt. Während des Feldzuges in Russland 1812 kämpfte er als Hauptmann im 14. Infanterie-Regiment unter General Jan Henryk Dąbrowski. Nach der Schlacht an der Beresina wurde er mit dem Kreuz Virtuti Militari und der Ehrenlegion ausgezeichnet. In der Schlacht bei Oszmiana geriet er in russische Gefangenschaft.
In Kongresspolen wurde er 1825 Abgeordneter im Senat und verbündete sich mit der liberalen Opposition. 1830 verteidigte er im Senat die Verfassung des Königreichs Polen. Nach dem Ausbruch des Novemberaufstands unterstützte er die Herrschaft von General Józef Chłopicki. Als der Senat 1831 die Absetzung des Zaren Nikolaus beschloss, lief er in die Mitte des Hofes und rief: „Bekennen wir nun gemeinsam, es gibt keinen Nikolaus mehr!“ Er formierte das 1. Krakauer Regiment und das 9. Infanterie-Regiment.
Nach der Niederschlagung des Aufstandes wurde er von den Russen zum Tode verurteilt und sein Eigentum konfisziert. In Stuttgart organisierte er ein Komitee zur Unterstützung der polnischen Emigranten. Er lebte in französischer Emigration und ab 1841 in Großbritannien. Anfangs wirkte er im „Komitee des polnischen Volkes“, 1846 trat er der „Demokratischen Polnischen Gesellschaft“ bei.
Er liegt begraben auf dem Pariser Friedhof Montmartre.